# 한일운수 (경기)
한일운수는 경기도 파주시의 마을버스 회사이다. 계열사로는 신성교통, 기흥여객, 서울서부시외버스터미널, 문산시외버스터미널 등이 있고, 친인척관계인 신인운수, 신성가스공업이 있다.

## 주요 연혁
- 2001년: 파주시 마을버스 업체인 한일운수가 운행개시한다.
- 2002년 9월 18일: 파주시 금촌동 953-6에서 법인을 설립하였다.
- 2005년 6월 2일: 파주시 조리읍 봉일천리 141-3으로 본사를 이전하였다.
- 2005년 9월 21일: 현 위치인 파주시 맥금동 110-9로 본사를 이전하였다.
- 2005년: 7번 교하지구 ~ 송촌동 (현 077), 8번 금촌차고지 ~ 파주출판단지 (현 078번), 94번 (현 058번) 마정 ~ 문산시외버스터미널 노선 마을버스로 전환 및 인수운행
- 2005년: 공릉교통 100-10번 팔학골 ~ 금촌역, 100-11번 하니랜드 ~ 금촌역 노선 인수운행
- 2006년: 1번 (현 034번) 문산시외버스터미널 ~ 금촌차고지 , 2번 (현 035번) 금촌차고지 ~ 대동리 , 3번 (현 036번) 금촌차고지 ~ 성동리 노선 마을버스로 전환 및 인수운행
- 2006년: 1-7번 교하지구 ~ 금촌차고지 노선 신설 운행
- 2007년: 100-9번 금촌차고지 ~ 교하지구 노선 신설 운행
- 2007년: 500번 아쿠아랜드 ~ 금촌역 노선 신설 운행
- 2007년 10월: 금신초교 ~ 출판단지 운행하는 100-5번 신설 운행 (90% 100-8번 노선동일)
- 2008년 8월: 금촌교통 100-3번 금신초등학교 ~ 출판단지 , 100-5번 금신초교 ~ 출판단지 노선 인수 운행
- 2009년 6월: 100-5번, 100-8번 마을버스가 078번으로 통합 및 맥금동으로 연장운행
- 2009년 6월: 100-88번 노선 088번으로 번호 변경 및 노선변경
- 2009년 6월: 수도권 전철 경의선 개통에 따라 085번 교하지구 ~ 운정역 신설 및 100-86번을 086번 교하지구 ~ 운정역으로 변경 100-87번 교하지구 ~ 파주출판단지 노선을 087번으로 번호변경 및 노선 경로 운정역 ~ 파주출판단지 로 변경 운행중
- 2009년 10월 26일: 문산시외버스터미널 ~ 대덕골 ~ 운천리 ~ 마정으로 운행하는 100-94번 마을버스가 058번으로 변경과 동시에 문산역과, 홈플러스를 변경 운행한다.
- 2010년 5월 1일 ~ 5월 30일 ~: 파주시의 마을버스 번호 개편으로 번호변경이 이루어진다. (예: 1-1번 → 034번)
- 2010년 5월 1일: 문산시외버스터미널 ~ 내포리 ~ 웅지세무대 ~ 대동리 ~ 파주첼시아울렛으로 운행하는 038번이 신설운행한다.
- 2011년 3월 26일: 금촌차고지 ~ 봉일천 ~ 운정역 ~ 상지석리 ~ 교하지구 운행하는 088번 마을버스가 상지석리까지 단축운행 및 088번 분리노선으로 운정역 ~ 교하지구까지 운행하는 084번 마을버스 신설 운행
- 2011년 8월 1일: 60번 도시형버스 폐선 및 025번 금촌차고지 ~ 웅지세무대학 마을버스 신설
- 2011년 11월 26일: 082번 운정역 ~ 교하지구 노선 신설 운행
- 2012년 9월 22일: 034번(문산시외버스터미널~금촌역) 마을버스가 팜스프링아파트 경유 및 금촌구간 단선 운행. (문산시외버스터미널~문산제일고~팜스프링아파트~금촌역~로타리~금촌택지지구~금촌역 이하 동일)
- 2013년 2월 1일: 운정역 ~ 지산중까지 운행하는 089번 마을버스 신설 운행
- 2013년 2월 2일: 자유로 아쿠아랜드 ~ 금촌택지지구까지 운행하는 037번 마을버스 폐선 및 034번 마을버스 금촌지구 대체운행 노선 변경.(오금리구판장 뒷길 정류장 신설)
- 2013년 3월 9일: 075번 마을버스 신설 운행
- 2015년 9월 1일: 운정순환버스 080AB와 081AB를 우리교통에 매각
- 2016년 3월 21일: 034번(문산시외버스터미널~금촌지구) 마을버스가 보건소~노인복지회관.쇠재마을5단지 연장 운행
- 2018년 3월 3일: 034번(금촌차고지~문산행복센터) 마을버스가 기.종점 변경으로 인한 금촌차고지 출발 노선으로 문산터미널에서 문산행복센터까지 연장 운행
- 2025년 3월 1일: 모든 노선을 하이상운에 양도

## 이전 운행 노선 및 폐선노선
- ● 034번/034-1번: 교하동 - 금촌역 - 맥금동 - 탄현면 - 문산재래시장 - 문산읍행정복지센터
- ● 035번: 금촌역 - 장안A - 금촌로타리 - 문산제일고 - 맥금동 - 기독교묘지 - 탄현 - 금산리 - 만우리 - 대동리 - 성동리 - 유승앙브와즈 - 법흥리 - 시그네틱스 - 갈현리 - (이하 역순) (구 신성교통 도시형버스 2번 신성여객에서 운행하는 맞춤형버스(구.따복버스) 75번으로 대체 운행)
- ● 037번: 자유로아쿠아랜드 - 오금리 - 탄현면사무소 - 맥금동 - 문산제일고 - 금촌역 - 후곡마을 (구 500번. ~2013-02-01. 우리교통에서 운행하는 037번과 무관)
- ● 038번: 맥금동 차고지 - 신세계아울렛파주프리미엄 - 성동 사거리 - 만우리 - 문산재래시장 - 문산행복센터
- ● 058번: 문산시외버스터미널 - 여우고개 - 운천2리 - 운천3리 - 마정1리 - 장산리입구 - (장산리) - 마정초교 - 마정2리 - 마정리 - (임진강역) (구. 신성교통 도시형버스 94번 → 100-94번 (문산여객에 양도)
- ● 063번: 금촌역 - 금촌사거리 - 장안A - 파주시청 - 흰돌마을A - 대창리 - 말레이지아교 - 조리읍행정복지센터 - 봉일천시장 - 파주삼릉 - 장곡리 - 팔학골
- ● 071번: 금촌역 - 후곡마을 - 오도동 - 연다산동 - 교하 (옛 1-7번(구.100-7번분할노선). ~2014-01)
- ● 073번: 금촌역 - 파주시청 - 금화초교 - 금릉역 - E마트 파주점 - 교하동행정복지센터 - 운정신도시 - 롯데아울렛 파주점 - 은석교 사거리 - 산남동
- ● 075번: 맥금동 - 영어마을 - 헤이리 - 파주출판단지 - 통일전망대 - 자유로 - 교하중고교 (2013-03-09~2014-01-04)
- ● 077번: 금촌차고지 - 금촌역 - 금촌지구 - 하지석동 - 교하동 행정복지센터 - 연다산동 - 송촌동 - 법흥리 - 헤이리 (구. 7번 (도시형버스) → 100-7번 (마을버스, 2014년 1월 4일 071번(구. 1-7번), 075번과 통합) 2015년 8월 신성여객 맞춤형버스(구.따복버스) 77번 개통으로 운행 휴지)
- ● 078번: 맥금동 차고지 - 금촌역 - KT파주지사 - 금촌로타리 - 금릉역 - 운정신도시 - 롯데아울렛 파주점 - 은석교 사거리
- ● 079번: 금촌차고지 - 금촌역 - 금촌지구 - 이마트 - 교하동 행정복지센터 - 교하택지지구 - 파주출판단지 - 산남동 - 서패동 (구 100-9번, 073번 노선과 통합)
- ● 080A. 080B번: 운정역 - 가람마을 11단지 - 운정행복센터 - 해솔마을 2.5단지 - 산내마을 11.9.3단지 - 산내마을 6.8단지 - 운정광역보건지소 - 해솔마을 11단지 - 가람 1.4.6.5.7단지 - 운정역 (080B번은 080A번의 역순운행) <2015년 9월 1일 우리교통에 매각>
- ● 081A. 081B번: 운정역 - 한빛마을1단지 - 경기인력개발원 - 한울마을 3,5단지 - 새암공원 - 한빛마을 3,6단지 - 와석초교 - 한빛중학교 - 탐라랜드 - 운정역 (081B번은 081A번의 역순 운행) <2015년 9월 1일 우리교통에 매각>
- ● 083번: 야당역 - 운정신도시 - 새암공원 - 롯데아울렛 파주점 - 은석교 사거리
- ● 084번: 운정역 - 지산초등학교- 가람마을- 한가람초등학교- 해솔마을- 지산중학교- 한빛중학교- 새암공원- 한울공원- 동패중고등학교- 삽다리사거리- 동패동- 교하중앙공원- 숲속길마을
- ● 구 085번: 운정역 - 운정신도시 (구. 신성교통 도시형버스 928번 → 마을 28)
- ● 신 085번: 운정역 - 운정사거리 - 운정신도시 - 운정역
- ● 086번: 운정역 - 운정사거리 - 운정신도시 - 파주출판단지 (옛 100-86번(신성여객 9번 분할노선))
- ● 087번: 운정역 - 라온공원 - 와동초교 - 운정행복센터 - 산내마을중심상가 - 문발동 - 롯데아울렛 파주점 - 은석교 사거리
- ● 088번: 교하 차고지 - 교하행복센터 - 한빛마을5단지 - 운정행복센터 - 가람 도서관 - 운정역 - 신창철강 - 육각정 - 능안초교 - 한라 아파트 - 봉일천
- ● 089번: 운정역 - 운정스포츠센터 - 가람마을7단지 - 가람마을5단지 - 가람마을6단지 - 가람마을4단지 - 가람마을1단지 - 해솔마을 11단지 - 지산중학교

## 과거 보유 차량
- 현대 카운티
- CRRC 그린웨이 720
- 현대 E-에어로타운
- 현대 그린시티
- 현대 뉴 슈퍼 에어로시티[1]
- 현대 저상 뉴 슈퍼 에어로시티[2]